# Золотобрюшки
Золотобрю́шки (лат. Chrysogaster) — род мух-журчалок из подсемейства Eristalinae.

## Внешнее строение

### Имаго
Длина тела от 5 до 8 мм. Окраска тела — чёрная, иногда с зеленоватым отливом. Глаза голые, у самцов соприкасаются, у самок расставлены. Нижние фасетки более мелкие, чем верхние, и граница между ними отчётливо видна. Лоб у самцов часто выпуклый. У самок лобная полоска с поперечной исчерченностью. У самцов на лице развит лицевой бугорок, у самок лицо плоское с впадиной под усиками. Скулы не развиты. Усики короткие жёлтые. Третий членик усика — округлый. Ариста голая. Плечевые бугорки переднеспинки в густых волосках. Среднеспинка мелко пунктированная, чёрно-фиолетовая блестящая или матовая. Щиток в волосках. Ноги чёрные или коричневые. Крылья в основании иногда желтоватые (Chrysogaster cemiteriorum и Chrysogaster basalis). Задние бедра покрыты снизу короткими шипиками. Брюшко удлинённо-овальное, чёрное.

### Личинки
Личинки беловато-серовато-желтоватый цвета, метапнейстические, имеется только одна пара дыхалец на конце брюшка. Размеры от 8,5 до 10 мм в длину и от 2,5 до 3 мм в ширину. Бока груди и брюшка идут почти параллельно. На конце тело несколько суживается и сплющивается. От восьмого сегмента брюшка отходит телескопическая дыхательная трубка. Дыхальцевые пластинки расположены на вершинах трахейных стволов, несут по 4 щетинки. Кутикула груди покрыта мелкими сосочками, на вершине которых имеются мелкие щетинки направленные назад. Ложноножки видны на среднем сегменте груди и первых шести сегментах брюшка в виде небольших сосочков, на вершине которых расположен пучок щетинок.

### Куколки
Размеры от 6,5 до 7,0 мм в длину и от 2,5 до 2,8 мм в ширину. Тело широкое в грудном отделе и суживающееся в брюшном. На конце брюшка тело немного сплющено. Окраска тела от коричневой до чёрной. Сегментация слабо выражена. Ложноножки слабо заметны.

## Биология
Имаго летают с мая по сентябрь, посещают соцветия сложноцветных (Chrysanthemum, Senecio), розоцветных (Crataegus, Filipendula, Potentilla, Prunus), адоксовых (Sambucus), зонтичных (Ferulago, Tordylium, Smirnium), бобовых (Cytisus), падубовых (Ilex), кизиловых (Cornus), мареновых (Galium), ирисовых (Iris), лютиковых (Ranunculus). Биология личинок лучше всего изучена у Chrysogaster solstitialis. Они найдены в мелких лесных водоёмах в гниющих растительных остатках.

## Классификация
Род Chrysogaster наиболее близок Melanogaster, Orthoneura и Lejogaster. В каталоге Палеарктических двукрылых представлено 20 видов, однако после ревизии трибы Chrysogasterini в составе рода Палеарктики осталось только восемь видов. Два вида отмечены в Северной Америке:
- Chrysogaster antitheus Walker, 1849[8]
- Chrysogaster basalis Loew, 1857[4][9]
- Chrysogaster cemiteriorum Linnaeus, 1758[9]
- Chrysogaster inflatifrons Shannon, 1916[8]
- Chrysogaster mediterraneus Vujic, 1999[7]
- Chrysogaster rondanii Maibach & Goeldlin, 1995[9]
- Chrysogaster simplex Loew, 1843[4]
- Chrysogaster sinensis Stackelberg, 1952[4]
- Chrysogaster solstitialis (Fallén, 1817)typus[4][9]
- Chrysogaster virescens Loew, 1854[4][9]